# کاراتاش (سیریک)
کاراتاش (ترکی استانبولی: Karataş) یک محله در ترکیه است که در ناحیهٔ سریک، آنتالیا واقع شده است. جمعیت این محله تا سال ۲۰۲۲ برابر با ۲۴۸ نفر بوده است.